# 蛇と梯子
蛇と梯子（へびとはしご）は、主に欧米で古くから親しまれている子供向けのボードゲーム。英語では Snakes and ladders または Chutes and ladders と呼ぶ（"Chutes" はダスト・シュートなどの物を下に送る機構全般を指す言葉）。2人以上で遊び、格子状に区切ってそれぞれのマスに番号を振ったゲーム盤を使う。ゲーム盤には、任意の2つのマスをつなぐ梯子や蛇がそれぞれいくつか描いてある。マスの数は特に決まっておらず（普通は8×8、10×10、12×12のいずれか）、蛇や梯子の数や配置も決まっていない。それらはプレイ時間に影響を与える要素である。全体としてこのゲームは吸収的マルコフ連鎖の状態で表すことができる。
イングランドで以前から Snakes and ladders として売られていたが、Milton Bradley がアメリカ合衆国で「イングランドの有名な室内競技を……改良した新版」として Chutes and ladders として紹介した。単純で抜きつ抜かれつの展開の面白さから幼い子供に人気がある。しかし、完全に運任せで熟練してもうまくなることはないため、大人向けではない。

## 歴史
蛇と梯子はインド発祥のゲームで、Vaikuntapaali または Paramapada Sopanam（救済への梯子）という道徳に基づくゲームが元になっている。イングランドの玩具メーカーであるジャック・オブ・ロンドンが1888年に「蛇と梯子」という名前で発売し、1943年に Milton Bradley がアメリカ合衆国に紹介することになった。
このゲームは古代インドでは Moksha Patamu という名で広く親しまれていた。そのジャイナ教版である Gyanbazi は16世紀に遡る。また、ヒンドゥー教の日常生活での教えを反映した Leela と呼ばれるゲームも同じである。このゲームの仕組みに触発され、1892年ヴィクトリア朝のイングランドでその新たなバージョンのゲームが考案された。考案者はゲーム用品会社ジャック・オブ・ロンドンのジョン・ジャックとも言われている。
Moksha Patamu はヒンドゥー教の教えを子供たちに教えるために考案されたと見られている。その教えとは「因果応報」である。梯子は寛容さや信頼や謙虚さといったことから発する善行を表し、蛇は欲望や怒りや殺人や窃盗といった悪行を表している。このゲームは、人が善行を実行することで救済（Moksha＝解脱）を得るのに対して、悪行を実行するとより惨めな生命形態に輪廻転生（＝Patamu）するということを表している。梯子（善行）は蛇（悪行）よりも数が少なく、善行を積むことが悪の道へ落ちていくより難しいことを表している。100番のマスに到達すると解脱が達成される。蛇と梯子はアーンドラ・プラデーシュ州では Vaikuntapali と呼ばれている。
もともとのゲームで美徳が描かれたマスとしては、信義(12)、信頼(51)、寛大さ(57)、知識(76)、禁欲(78) があり、悪徳が描かれたマスとしては、反抗(41)、虚栄(44)、俗悪(49)、窃盗(52)、嘘(58)、酩酊(62)、借金(69)、激怒(84)、貪欲(92)、思い上がり(95)、殺人(73)、情欲(99) がある。

## 遊び方

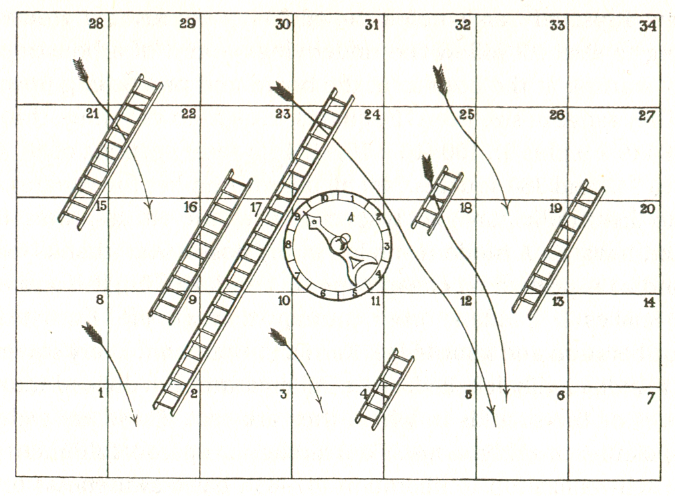
初期の「蛇と梯子」の盤面の図。蛇ではなく矢印を使っている。（1893年の特許の図面）

各プレイヤーは出発点（通常、左下の端にある1番のマスに置くが、枠の外に置いて始めることもある）に自分のコマを置き、サイコロを1個転がして出た目の数だけコマを進める。進む順序はマスに振られた番号の通りで、牛耕式に左下端から上端まで続いていることが多い。つまり、「蛇と梯子」はすごろくの一種である。コマが止まったマスが梯子の一方の端（マスの番号が小さい方）だった場合、コマを自動的に梯子のもう一方の端のあるマスまで進めることができる。逆にコマが止まったマスが蛇の一方の端（マスの番号が大きい方）だった場合、コマを自動的に蛇のもう一方の端のあるマスまで戻さなければならない。サイコロを転がして6が出た場合は連続でもう一回サイコロを振ることができるが、通常はプレイヤーが順にサイコロを振っていく。6を連続で3回出したプレイヤーは振り出しに戻され、別のプレイヤーが6を出すまで休まなければならない。最後のマスに最初に到達したプレイヤーの勝ちである。
最終的に上がりのマスにちょうどの目が出ないと上がりと認められないルールとする場合もある。目の数が余った場合は、その場に留まったり、余ったぶんだけ戻ったりする。

## 個々のバージョン
アメリカで広く親しまれたのは Milton Bradley（ハズブロが買収）の Chutes and Ladders である。10×10マスの盤を使い、サイコロではなく付属のスピナー（ルーレットのようなもの）を回す。デザインのテーマは遊び場であり、そのために蛇ではなくシュートとし、梯子と組み合わせることですべり台を構成している。マスには道徳の勉強になるような絵が描かれている。梯子の下のマスには子供が良いことをしている絵が描かれ、梯子を上がったところのマスにはご褒美を楽しむ子供が描かれている。シュートの上のマスには子供がいたずらなどをしている様子が描かれ、シュートの下にはその結果叱られたなどの結果が描かれている。近年では様々なキャラクターを使ったバージョンがあり、「ドーラといっしょに大冒険」や「スポンジ・ボブ」などがある。
カナダでは Canada Games Company が Snakes and Ladders として販売していた。近年では蛇の代わりにトボガンぞりと呼ばれるソリが描かれたものもあった。Canada Games Company が廃業したため、ハズブロ版の Chutes and Ladders がカナダでも人気を集めるようになってきている。
イギリスでは J. W. Spear & Sons の10×10マスとサイコロを使うものがよく見られる。

## 数学的解析
あるマスからそれぞれのマスに移動する確率は決まっており、そのマスまで到達した履歴は確率に影響しない。そのため蛇と梯子はまさにマルコフ連鎖そのものである。Milton Bradley 版の Chutes and Ladders には100マスあり、19個のシュートと梯子がある。出発点を1番のマスの枠外とすると、ゴールに到達するまでに平均で39.6回サイコロを振る必要がある。最小では7回サイコロを振るだけでゴールできる。

## 現代文化における蛇と梯子
- 日本語の「振り出しに戻る」と同じ意味を持つ「back to square one （英語版）」という英語のフレーズは、「蛇と梯子」ゲームに由来するか、少なくとも影響されたと考えられている。現在知られている出版物における最初の引用に1952年の英国の出版物Economic Journalがある。「彼は、蛇と梯子の一種の知的ゲームで常に1マス目に戻される読者の関心を維持する問題を抱えている」ただし、「蛇と梯子」ゲームにおいて1マス目に戻るように蛇がマス同士を繋げているのは少ない[6][7]。
- サルマン・ラシュディの小説『真夜中の子供たち』では重要な暗喩としてこのゲームが登場する[8]。
- スティーヴン・バクスターの小説『虚空のリング 上』では、登場人物のリゼールが幼い頃に、升目が百万もあるもの、クネクネとした蛇や幅の広い梯子があるもの、精妙な細工が施された半人半蛇の住民がいるもの、蛇族と梯子族の国と歴史を持つ盤上などをバーチャル上で作り遊んでいた[9]。
- テレビアニメ『スポンジ・ボブ』の「Sailor Mouth」というエピソードでは、「Eels and Escalators」(ウナギとエスカレーター)という「蛇と梯子」のパロディが登場する。
- Snakes＆Lattes（英語版）はカナダのトロントに本拠を置くボードゲームカフェチェーンで「蛇と梯子」にちなんで名付けられた[10]。